# Уханька
Уханька (пол. Uchańka) — село в Польщі, у гміні Дубенка Холмського повіту Люблінського воєводства. Населення — 132 особи (2011).

## Історія
1619 року вперше згадується церква східного обряду в селі.
У 1930 році господар Михайло Плис балотувався на виборах до Сейму від Українського Виборчого Блоку #11, від села Уханька. 
У 1943 році в селі проживало 667 українців і 99 поляків.
21-25 червня 1947 року під час операції «Вісла» польська армія виселила зі села на приєднані до Польщі північно-західні терени 71 українця. У селі залишилося 297 поляків.
У 1975—1998 роках село належало до Холмського воєводства.

## Населення
Демографічна структура станом на 31 березня 2011 року:
|          | Загалом | Допрацездатний вік | Працездатний вік | Постпрацездатний вік |
| -------- | ------- | ------------------ | ---------------- | -------------------- |
| Чоловіки | 58      | 6                  | 41               | 11                   |
| Жінки    | 74      | 15                 | 35               | 24                   |
| Разом    | 132     | 21                 | 76               | 35                   |